# Ciclopropenilidè
El ciclopropenilidè és un compost orgànic de fórmula química {\displaystyle {\ce {C3H2}}}, que pertany al grup dels carbens, la qual molècula està constituïda per tres àtoms de carboni enllaçats formant un triangle, dos d'ells units per un enllaç doble i enllaçats mitjançant enllaç simple a un àtom d'hidrogen cadascun i a l'altre carboni. És una molècula molt inestable que no s'ha pogut sintetitzar al laboratori, però ha sigut observat en el medi interestel·lar ien l'atmosfera del satèl·lit Tità.

## Estructura

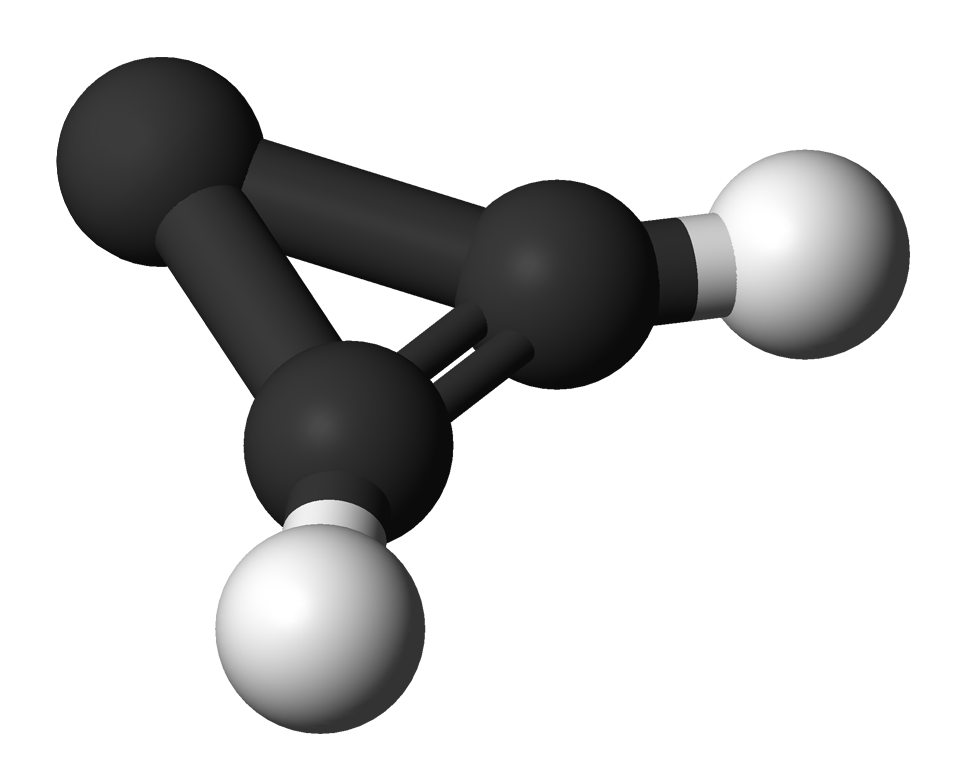
Model del ciclopropenilidè

Els carbens són compostos amb un àtom de carboni neutre que només forma dos enllaços en lloc dels quatre habituals. Amb només sis electrons a la seva capa de valència, aquest carboni desafia la regla de l'octet. En el ciclopropenilidè hi ha dos carbonis enllaçats mitjançant enllaç doble i enllaçats a un àtom d'hidrogen cadascun i al tercer carboni formant un cicle triangular. Aquest carboni no compleix la regla de l'octet, i només està envoltat de sis electrons. Quatre electrons formen els dos enllaços σ amb els altres carbonis i queden dos electrons no enllaçants.
És una molècula plana, tots cinc àtoms estan continguts en un sòl pla. El triangle és isòsceles, l'enllaç doble {\displaystyle {\ce {C=C}}} té una longitud de 133,0 pm i els enllaços σ {\displaystyle {\ce {C-C}}} 142,7 pm. Els angles d'enllaç són de 55,6° en el vèrtex del carbè i, un poc superiors als altres dos, 62,2°.

## Propietats
Les seves propietats no s'han pogut determinar experimentalment donada la seva inestabilitat. Tanmateix s'han dut a terme càlculs teòrics que indiquen que el punt d'ebullició seria de –27,3±7,0 °C, una pressió de vapor de 4461,7 mm Hg a 25 °C, una entalpia de vaporització de 21,7±0,8 kJ/mol i un punt d'ignició de –104,1±10,3 °C. Un derivat seu fou sintetitzat el 2006 substituint els hidrògens per altres grups.

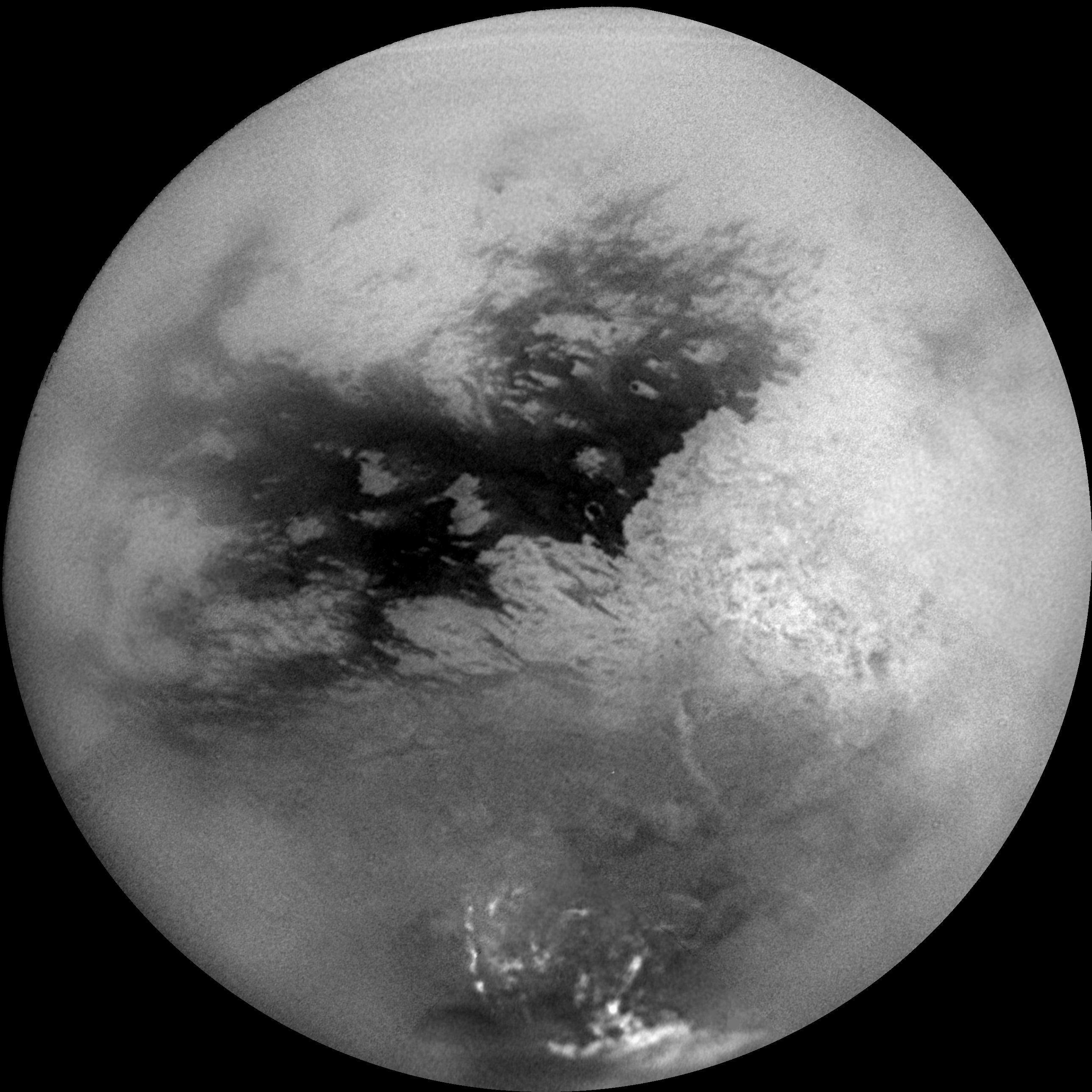
Tità fotografiat per la sonda Cassini el 2004

## Estat natural
Des de la seva primera detecció radioastronòmica el 1985, es deduí que era l'hidrocarbur cíclic més abundant observat a l'espai interestel·lar. Es pot detectar en núvols moleculars, petxines circumestel·lars i almenys una galàxia externa. També s'ha detectat en el cometa de Halley i se suposa que estarà present en els nuclis d'altres cometes. El 2020 fou detectat per primera vegada en una atmosfera d'un satèl·lit. Mitjançant tècniques espectroscòpiques amb el radiotelescopi ALMA, situat al desert d'Atacama a Xile, es detectà ciclopropenilidè a l'atmosfera de Tità, el satèl·lit més gros de Saturn. Se suposa que aquest carbè pot estar implicat en l'origen de la síntesi d'altres anells de més carbonis que serien fonamentals per explicar l'origen de la vida.
Es creu que el ciclopropenilidè es forma a l'espai a partir de cations carboni(1+) {\displaystyle {\ce {C+}}} que reaccionen amb molècules d'etí {\displaystyle {\ce {HCCH}}} per forma el catió carbè {\displaystyle {\ce {:C=C=CH+}}} i aquest pot reaccionar amb metà {\displaystyle {\ce {CH4}}} per donar un catió cíclic {\displaystyle {\ce {C3H3+}}}. La neutralització d'aquest catió mitjançant recombinació electró/ió o transferència de protons permet formar el carbè ciclopropenilidè {\displaystyle {\ce {C3H2}}}. Les reaccions serien.
{\displaystyle {\ce {C+ + HCCH -> :C=C=CH+ + H}}}{\displaystyle {\ce {:C=C=CH+ + CH4 -> C3H3+ + CH2}}}{\displaystyle {\ce {C3H3+ + e- -> C3H2 + H}}}